# The Coral Reefer Band
The Coral Reefer Band was de Amerikaanse tournee- en opnameband van de Amerikaanse singer/songwriter Jimmy Buffett. Oorspronkelijk was het een fictieve band bestaande uit de fictieve leden Marvin Gardens, Kay Pasa, Al Vacado en Kitty Litter. De naam Coral Reefer zinspeelt op de beide koraalriffen (in een lijn met Buffett's tropisch-georiënteerde muziek) en ook reefer (marihuana).

## Bezetting
Huidige bezetting
- Jimmy Buffett (zang, ritmegitaar, 1974–heden)
- Michael Utley (keyboards, 1975–heden)
- Robert Greenidge (steeldrum, 1983–heden)
- Peter Mayer (leadgitaar, zang, 1989–heden)
- Jim Mayer (basgitaar, zang, 1989–heden)
- Roger Guth (drums, 1989–heden)
- John Lovell (trompet, 1992–heden)
- Mac McAnally (zang, ritme/leadgitaar, dobro, steelgitaar, 1994–heden)
- Tina Gullickson (gitaar, zang, 1995–heden)
- Nadirah Shakoor (zang, 1995–heden)
- Doyle Grisham (pedal-steelguitar, 1999–heden)
- Eric Darken (percussie, 2011–heden)

Voormalige leden
- Philip Fajardo (drums, 1975-1976)
- Tim Drummond (basgitaar, 1986-1988)
- Ralph MacDonald (percussie, 1944-2011 †)
- Jerry Jeff Walker (gitaar, achtergrondzang, componist)
- John Hiatt (gitaar)
- Lanny Fiel (gitaar)
- Rick Fiel (basgitaar)
- Dave Haney (basgitaar)
- Paul Tabet (drums)
- Bergen White (trombone)
- Daniel "Stiles" Francisco (trompet)
- Bobby Thompson (banjo)
- Hamilton Camp (gitaar)
- Doug Bartenfeld (gitaar)
- Jay Oliver (keyboards)
- Randy Goodrum (keyboards)
- Buzz Cason (keyboards, achtergrondzang)
- Don Kloetzke (achtergrondzang)
- Roger Bartlett (akoestische/elektrische gitaar, harmonische zang, 1974-1977)
- Michael Jeffry (leadgitaar, harmonische zang)
- Josh Leo (gitaar)
- Vince Melamed (keyboards)
- Tony Pace (drums)
- Timothy B. Schmit (basgitaar, zang)
- "Blind" Jay Spell (keyboards) †
- Greg "Fingers" Taylor (harmonica, 1975-1999)
- T.C. Mitchell (saxofoon, fluit, 1994-2005)
- Amy Lee (saxofoon, 1991-2005)
- Mary Harris (achtergrondzang en zangarrangementen)
- Barry Chance (leadgitaar, achtergrondzang, † mei 2010)
- Hadley Hockensmith (basgitaar)
- Claudia Cummings (achtergrondzang)
- Andy McMahon (orgel)
- Bob Naylor (mondorgel, achtergrondzang)
- Harry Dailey (basgitaar, achtergrondzang, 1975-1982; † 2003)
- Matt Betton (drums)
- M.L. Benoit (conga, percussie, achtergrondzang)
- David Briggs (piano)
- J.D. Souther (achtergrondzang)
- Dr. Kino Bachellier
- Freddie Buffett (achtergrondzang)
- Norbert Putnam (contrabas}
- Dominic Cortese (accordeon)
- Deborah McColl (achtergrondzang)
- David "Cool" Persons (gitaar, zang)
- Reggie Young (e-leadgitaar)
- Mike Gardner (drums, † 1991)
- Ed "Lump" Williams (basgitaar)
- Sammy Creason (drums)
- Phil Royster (conga)
- Johnny Gimble (viool)
- Shane Keester (Moog-synthesizer)
- Kenny Buttrey (drums, percussie, 1977-1978)
- Vassar Clements (viool)
- Ferrell Morris (percussie)
- Sam Clayton (conga, percussie, 1982-1988)
- Larry Lee (gitaar, drums, keyboards)
- Tim Krekel (gitaar, achtergrondzang)
- Brie Howard (percussie, zang)
- Russ Kunkel (drums)
- Keith Sykes (gitaar)

## Honoraire leden en speciale gasten
- Paul McCartney (zang)
- James Taylor (zang)
- Grover Washington Jr. (saxofoon)
- Sean Payton (bongo)
- Clint Black (harmonica)
- Ed Bradley (zang, tambourine)
- Rita Coolidge (zang)
- Sheryl Crow (zang)

- Harrison Ford (whip cracks)
- Glenn Frey (gitaar, achtergrondzang)
- Steve Goodman (gitaar)
- Alan Jackson (zang)
- Earl Klugh (gitaar)
- Nicolette Larsen (zang)
- Roy Orbison (zang)
- Bill Payne (keyboard)

- Sonny Landreth (steelgitaar)
- Freedie Buffett (achtergrondzang)
- Ilo Ferreira (zang, gitaar)
- Jake Shimabukuro (ukelele, 2005-2009)
- Zac Brown (gitaar, zang)
- Bill Kreutzmann (drums)
- Ric Flair (drums, achtergrond "woo's")
- Brian Wilson (zang)